# Небојша Медојевић
Небојша Медојевић (Пљевља, 13. јул 1966) црногорски је политичар. Бивши је посланик у Скупштини Црне Горе и један од бивших лидера ДФ-а.
Предсједник је Покрета за промјене (ПЗП) од оснивања странке 2006. године. Један је од оснивача политичке коалиције Демократски фронт (2012). Претходно је био један од челних људи у експертској НВО под називом Група за промјене (2002-2006), а раније је био функционер Социјалдемократске партије Црне Горе (до 1999. године). Био је противник државног заједништва Црне Горе и Србије. Још као члан СДП залагао се за иступање Црне Горе из састава тадашње Савезне Републике Југославије (1992-2003), а исте ставове је наставио да заступа и касније, залажући се за иступање Црне Горе из састава Државне заједнице Србије и Црне Горе (2003-2006). На референдуму о државном статусу Црне Горе који је одржан 2006. године, гласао је за независност. Одиграо је кључну улогу приликом доношења новог Устава Црне Горе (2007), када је на челу посланичке групе ПЗП обезбедио неопходну већину за усвајање спорних рјешења по којима је српском народу у Црној Гори ускраћено признање конститутивности, док је српски језик изгубио дотадашњи статус службеног језика, у корист црногорског језика. Почевши од 2006. године, обављао је функцију посланика у Скупштини Црне Горе у свим мандатима.
Изјашњава се као Црногорац по националности и говори црногорским језиком.

## Биографија
Медојевић је 1991. године дипломирао на Електротехничком факултету у Подгорици, али каснија интересовања су га одвела ка проучавању економских кретања. Политичку каријеру је започео за вријеме студија, као члан Савеза комуниста Црне Горе. Након увођења вишестраначког система, прикључио се опозиционој Социјалдемократској партији Црне Горе (СДП), чији је члан био све до 1999. године. Већ у то вријеме, Медојевић се као функционер суверенистичке СДП изјашњавао против очувања државног заједништва Црне Горе и Србије, залажући се за иступање Црне Горе из састава тадашње Савезне Републике Југославије (1992-2003). Исте ставове је заступао и као члан експертске НВО "Г17" (2001), а потом и као један од челних људи у експертској НВО Група за промјене (ГЗП), која је основана 2002. године.

### Референдум и оснивање ПЗП
Као један од челних људи у Групи за промјене (ГЗП), која се бавила праћењем процеса демократизације, Медојевић је у раздобљу од 2002. до 2006. године постао познат широј јавности, стекавши знатну популарност. Иако се и сам залагао за независност Црне Горе, често је критиковао политику владајуће Демократске партије социјалиста Црне Горе (ДПС) сматрајући да режим Мила Ђукановића користи идеју о обнови независности првенствено за учвршћивање своје власти и одлагање неопходних реформи. Крајем 2005. и почетком 2006. године, Медојевић је у име руководства ГЗП ступио у преговоре са руководством највеће опозиционе странке, унионистичке Социјалистичке народне партије Црне Горе (СНП) ради заједничке борбе против владајућег режима, у оквиру широке опозиционе коалиције коју је требало основати под називом Демократска алтернатива. Иако су разговори довели до извесног приближавања, до стварања поменуте опозиционе коалиције ипак није дошло.
У вријеме кампање, уочи референдума о државном статусу Црне Горе (2006), Медојевићева Група за промјене није подржала опстанак Државне заједнице Србије и Црне Горе, већ је званично заузела "неутралан" став. Међутим, Медојевић је у више наврата јавно саопштио да ће на референдуму гласати за независност, наглашавајући да се његова визија независне Црне Горе знатно разликује од визије Мила Ђукановића. Ради усаглашавања заједничке стратегије за борбу против Ђукановићевог режима након референдума, већ током референдумске кампање дошло је до интензивирања сарадње између Небојше Медојевића и Предрага Булатовића, тадашњег предсједника СНП и најистакнутијег челника унионистичког блока. Међутим, управо због те сарадње, дошло је до разлаза између Небојше Медојевића и Светозара Јовићевића, дотадашњег предсједника Управног одбора ГЗП.
Медојевић је у више наврата најављивао трансформацију ГЗП у политичку организацију, што је остварено у љето 2006. године, непосредно након проглашења државне независности Црне Горе, када се Група за промјене трансформисала у странку под називом Покрет за промјене (ПЗП), на челу са Медојевићем као предсједником. На својим првим скупштинским изборима, одржаним у септембру 2006. године, ПЗП је остварио веома добар резултат, освојивши 44.483 гласова (13,13%), односно 11 од 81 мандата, постајући једна од три главне опозиционе странке. Медојевић је тај успјех остварио првенствено захваљујући великом разочарењу које је међу гласачима унионистичке опозиције завладало након ранијег референдумског пораза.

### Учешће у доношењу Устава (2007)
Преломни тренутак у Медојевићевој политичкој каријери догодио се у јесен 2007. године, када је посланичка група његове ПЗП одиграла кључну улогу у прибављању већине неопходне за доношење новог Устава Црне Горе (2007). Иако је ПЗП првобитно дјеловао у оквиру опозиционог блока, накнадно је дошло до значајних промјена у држању страначког руководства. Током прољећа 2007. године, у вријеме преговора од доношењу новог Устава Црне Горе, Медојевић је још увијек заступао став да би скупштину требало распустити, а нове изборе искористити за смјену режима. Међутим, већ крајем љета исте године, Медојевићев ПЗП је почео да дјелује мимо опозиционог блока, ступивши у преговоре са режимским странкама.. Пошто је тадашњи однос снага у Скупштини Црне Горе био такав да се без гласова Медојевићевог ПЗП није могла обезбиједити двотрећинска већина за владин приједлог Устава, посланици ПЗП су се нашли под великим притиском са обије стране. Након политичких преговора са челницима владајуће ДПС, Медојевић је одступио од заједничке опозиционе платформе, прихвативши концепцију владајућих странака по којој је српском народу у Црној Гори ускраћено признање конститутивности. Медојевић је тада подржао и приједлог да се у новом Уставу као званични језик уведе црногорски, а тим поводом је прихваћено да се српски језик, који је до тада имао статус званичног језика, сврста међу мањинске језике. Гласови посланика из редова Медојевићеве ПЗП су пресудно доприњели прибављању двотрећинске већине за усвајање владиног приједлога новог Устава. Због таквог држања, које је оставило трајни биљег на његовој политичкој каријери, Медојевић је био изложен оштрим критикама опозиционих странака и шире српске јавности.
Учешће посланика ПЗП у доношењу новог устава оставило је дубок утисак на најширу црногорску јавност, пошто је пристајање Медојевића уз владајућу коалицију било доживљено као велики државнички успјех Мила Ђукановића, који је свом режиму, управо уз помоћ Медојевића, прибавио нови уставни легитимитет. Управо на том темељу, Ђукановић је наставио да гради своју власт, а Медојевић је током наредних година у бројним приликама покушавао да се оправда понављајући став да је устав за који је гласао у основи добар, али га лоша власт не спроводи.

### Потоња опозициона дјелатност
На предсједничким изборима који су у Црној Гори одржани 2008. године, Медојевић је наступио као кандидат ПЗП и појединих албанских мањинских странака, освојивши треће мјесто са 54,874 гласова (16,64%). Када је Влада Црне Горе исте године признала једнострано проглашену независност Косова, Медојевић се успротивио таквој одлуци, тврдећи да су Црној Гори потребни пријатељски односи са сусједном и братском Србијом. Од тог времена, започело је његово постепено приближавање српским странкама у Црној Гори. Медојевићева ПЗП је подржала масовне протесте грађана против одлуке о признању Косова, али је у исто вријеме критиковала инциденте који су избили након протеста. Дотадашњи албански политички партнери у Црној Гори, који су подржали Медојевићеву кандидатуру на претходним председничким изборима, оштро су критиковали његов однос према питању признања Косова.
Промјене у Медојевићевом држању су довеле и до извјесних невоља унутар самог ПЗП. Крајем 2008. године, у странци је дошло до унутрашњег раскола и одвајања тврде црногорске струје под вођством Горана Батрићевића, који је почетком 2009. године са групом истомишљеника основао Демократски центар Црне Горе, тврдећи да је Медојевић напустио изворна начела ПЗП путем сарадње са Социјалистичком народном партијом Црне Горе и српским националним странкама.
На скупштинским изборима који су у Црној Гори одржани у прољеће 2009. године, Медојевићев ПЗП је остварио знатно лошији резултат у поређењу са претходним изборима, освојивши 19.546 гласова (5,93%) и 5 посланичких мандата. Та околност је подстакла Медојевића на успостављање ближих контаката са другим опозиционим странкама. На скупштинским изборима који су у Црној Гори одржани у јесен 2012. године, Медојевићев ПЗП је наступио у оквиру шире опозиционе коалиције, под називом Демократски фронт (ДФ). Коалиција је остварила добар резултат, освојивши 82,773 гласова (22,82%) и 20 посланичких мандата. На скупштинским изборима који су у Црној Гори одржани у јесен 2016. године, Медојевићев ПЗП је поново наступио у оквиру коалиције Демократски фронт, која је освојила 77,784 гласова (20,32%) и 18 посланичких мандата.
Децембра 2023. ослобођен је оптужби за прање новца након седам година поступка.